# MacMillan-Katalysatoren

MacMillan-Katalysator der ersten Generation

MacMillan-Katalysator der zweiten Generation

MacMillan-Katalysatoren sind chirale Verbindungen aus der Klasse der Imidazolidinone. Es wird zwischen dem MacMillan-Katalysator der 1. Generation [(S)-5-Benzyl-2,2,3-trimethyl-imidazolidin-4-on] und dem MacMillan-Katalysator der 2. Generation [(2S,5S)-5-Benzyl-2-tert-butyl-3-methylimidazolidin-4-on] unterschieden. Für ihre Entwicklung und Anwendung im Feld der asymmetrischen Organokatalyse wurde David MacMillan 2021 mit dem Chemienobelpreis ausgezeichnet. Die Erstsynthesen erfolgten 2000 (1. Generation) bzw. 2002 (2. Generation).

## Synthese
Beide Katalysatoren können aus (S)-Phenylalaninmethylester synthetisiert werden. Zunächst wird der Ester mit Methylamin in (S)-Phenylalanin-N-methylamid überführt. Für den MacMillan-Katalysator der 1. Generation folgt nun eine Cyclisierung mit Aceton, für den MacMillan-Katalysator der 2. Generation wird Pivalaldehyd verwendet.

## Anwendung
MacMillan-Katalysatoren werden in verschiedenen asymmetrischen Synthesen eingesetzt. Beispielsweise sind Diels-Alder-Reaktionen, 1,3-Dipolare Cycloadditionen, Friedel-Crafts-Alkylierungen oder Michael-Additionen zu nennen. Neben den Katalysatoren der 1. und 2. Generation gibt es weitere chirale Imidazolidinone, die asymmetrische Reaktionen katalysieren.